# Lasek

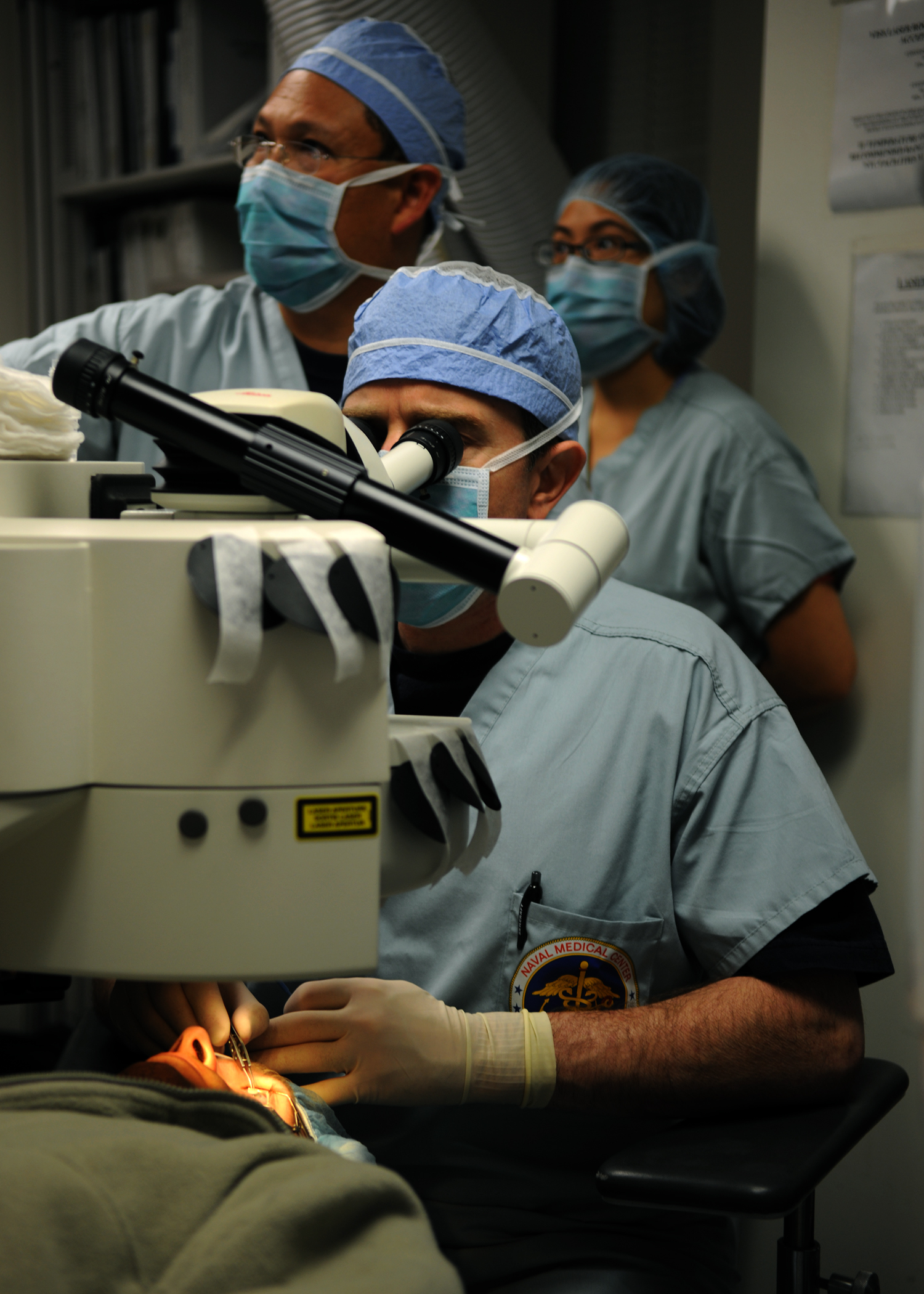
Ögonoperation vid US Naval Medical Center San Diego.

Laser-Assisted Sub-Epithelial Keratectomy (eller Laser Epithelial Keratomileusis) även förkortat LASEK är en ögonlaserkirurgi vars syfte är att förbättra patienternas syn och minska användandet av glasögon eller kontaktlinser. 

## Historia
Den första LASEK-operationen gjordes vid Massachusetts Eye and Ear Infirmary, 1996, av oftalmologen, Dimitri Azar. 

## Utförande
LASEK ändrar permanent formen på den främre delen av hornhinnan. Detta görs genom att använda en typ av ultraviolett laser som tar bort en liten del av corneal stroma, den transparenta lite hårdare delen av hornhinnan, precis under hornhinne-epitelet (yttre cellagret) genom ablation, dvs att den avdunstar vävnaden. Det yttre lagret av hornhinnan avlägsnas försiktigt innan ablationen. Detta sker oftast med alkohol som gör att epitelet släpper från underliggande vävnad och kan fösas åt sidan. Ett datorsystem håller sedan ögats position under uppsikt 60 till 4 000 gånger per sekund, beroende på hur ny maskinen är. De nyare maskinerna kan justera lasrarna efter ögats position, och om fokus ändras pausar den tills ögat åter är centrerat.   
Det yttre lagret av hornhinnan, epitelet, är ett mjukt snabbåterväxande lager som är i kontakt med en tårfilm, kan återskapas från grunden av stamceller som finns vid gränsen mellan iris och ögonvitan på några dagar utan att förlora ögats klarhet. De djupare liggande lagrena av hornhinnan, till skillnad från epitelet, produceras tidigt i livet och har väldigt begränsad regenereringskapacitet. De djupare, om de omformas med laser, kommer att behålla den nya formen permanent med bara liten återbildning.
Processen skiljer sig från LASIK (Laser-Assisted in-Situ Keratomileusis), som är en annan form av ögonlaserkirurgi där man arbetar i de djupare lagrena av hornhinnan.

## Biverkningar
Eftersom man numera gör den optiska zonen stor mellan 6,5 -7,2 mm i diameter så ser man så gott som inga av de biverknigar som tidigare fanns. Med den tidigare lilla optiska zonen 4 till 4,5 mm var det ofta biverkningar såsom dubbelseende, halo-effekter eller starburst-effekter. Halo gör att en ljuskälla upplevs omges av en aura av ljus. Starburst visar sig som strålar som kommer från ljuskällan och sprider sig utåt, ungefär som tecknade solstrålar. Idag med den stora optiska zonen och med de nya lasermaskinernas förmåga till "finpolering" är dessa biverkningar i princip obefintliga. Metoden får anses som den säkraste som finns att tillgå idag. Ombehandlingar är mycket sällsynta då ofta > 98% av de behandlade är nöjda med en synskärp > 1,0 